# 特蘭科蘇 (葡萄牙)
40°47′N 7°21′W / 40.783°N 7.350°W
特蘭科蘇（葡萄牙語：Trancoso），是葡萄牙的城鎮，位於該國中北部，由瓜達區負責管轄，始建於1157年，面積361.52平方公里，2011年人口9,878，該城鎮人口密度每平方公里27.32人。

特蘭科蘇 - Trancoso
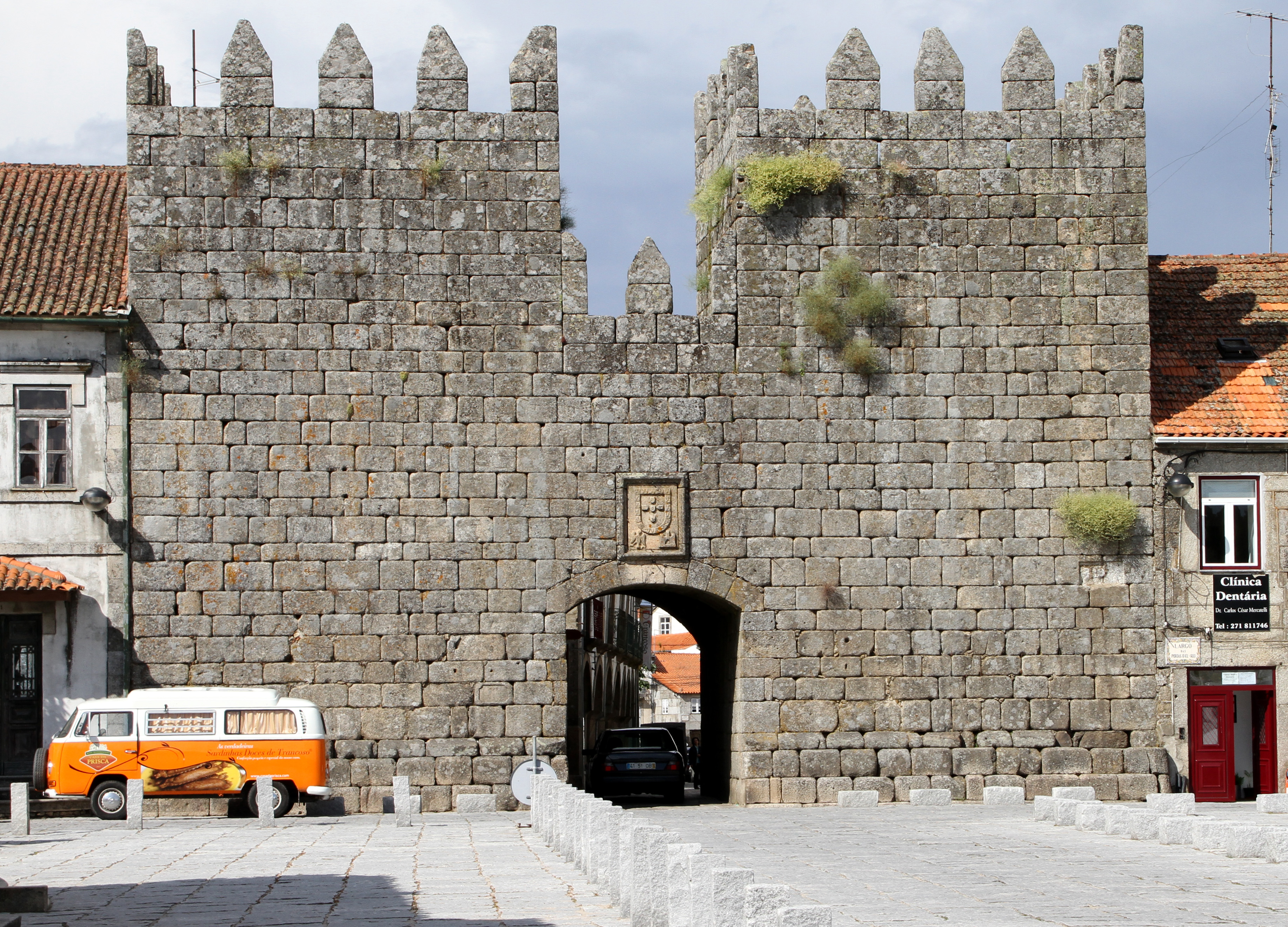
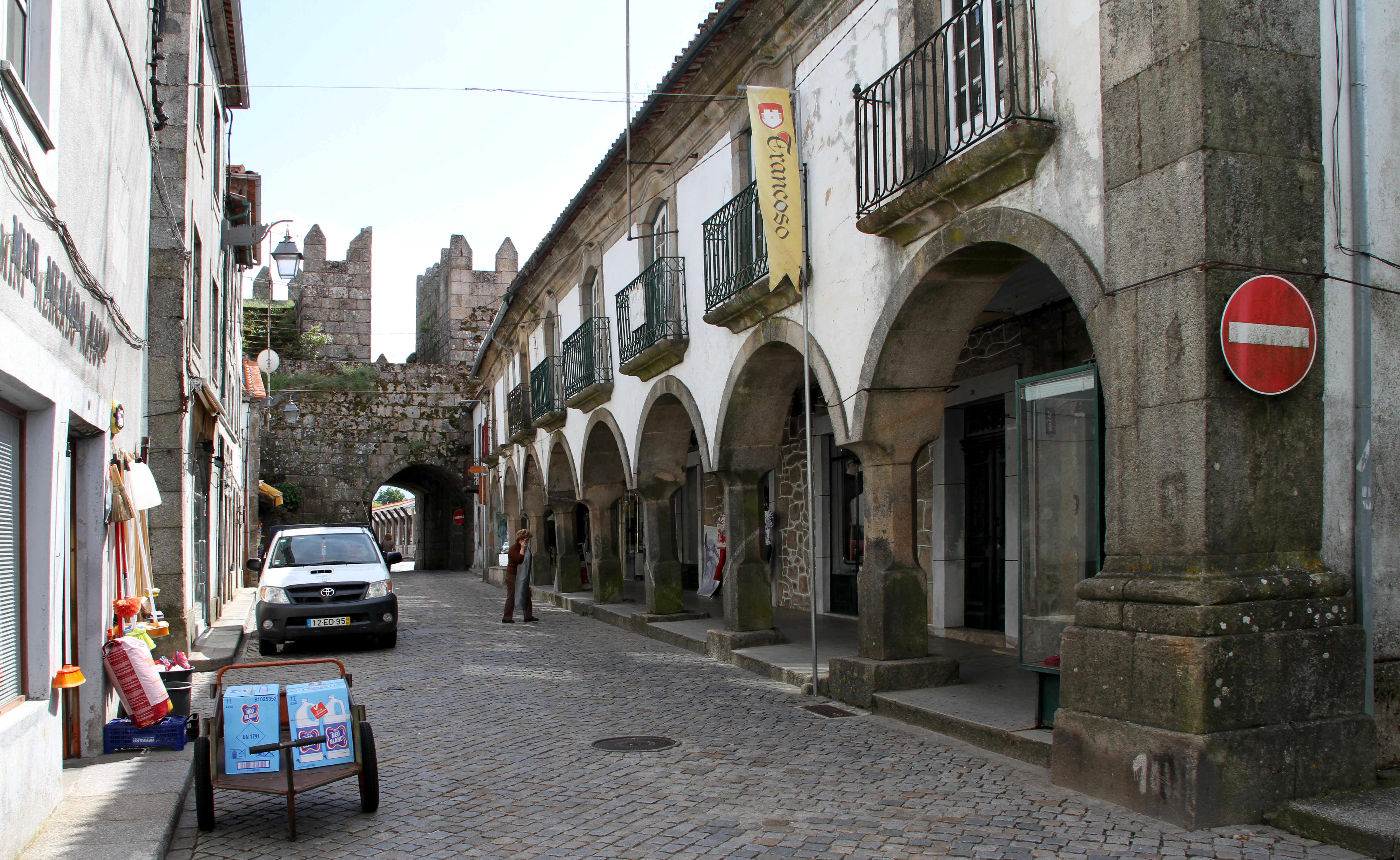
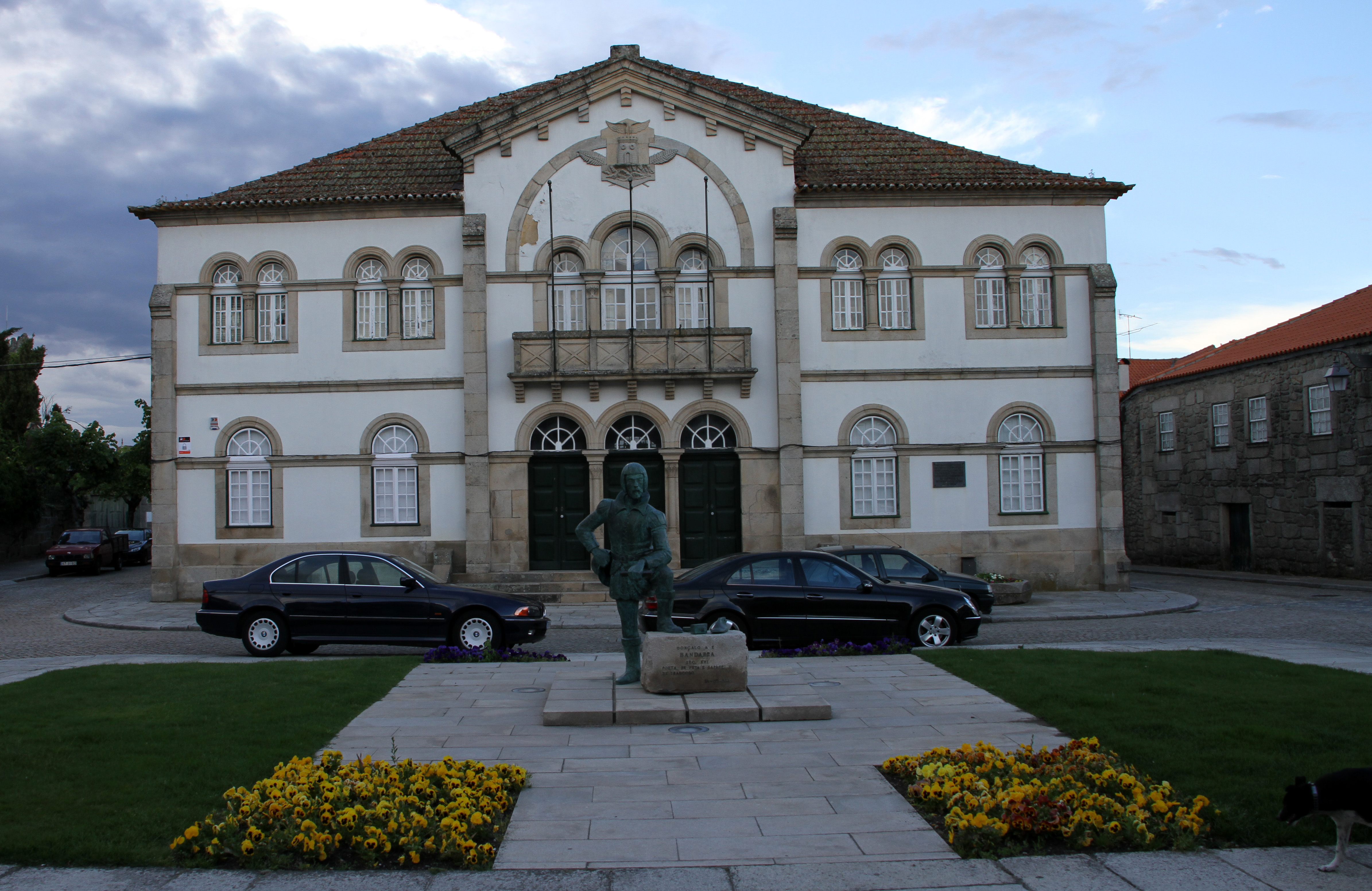
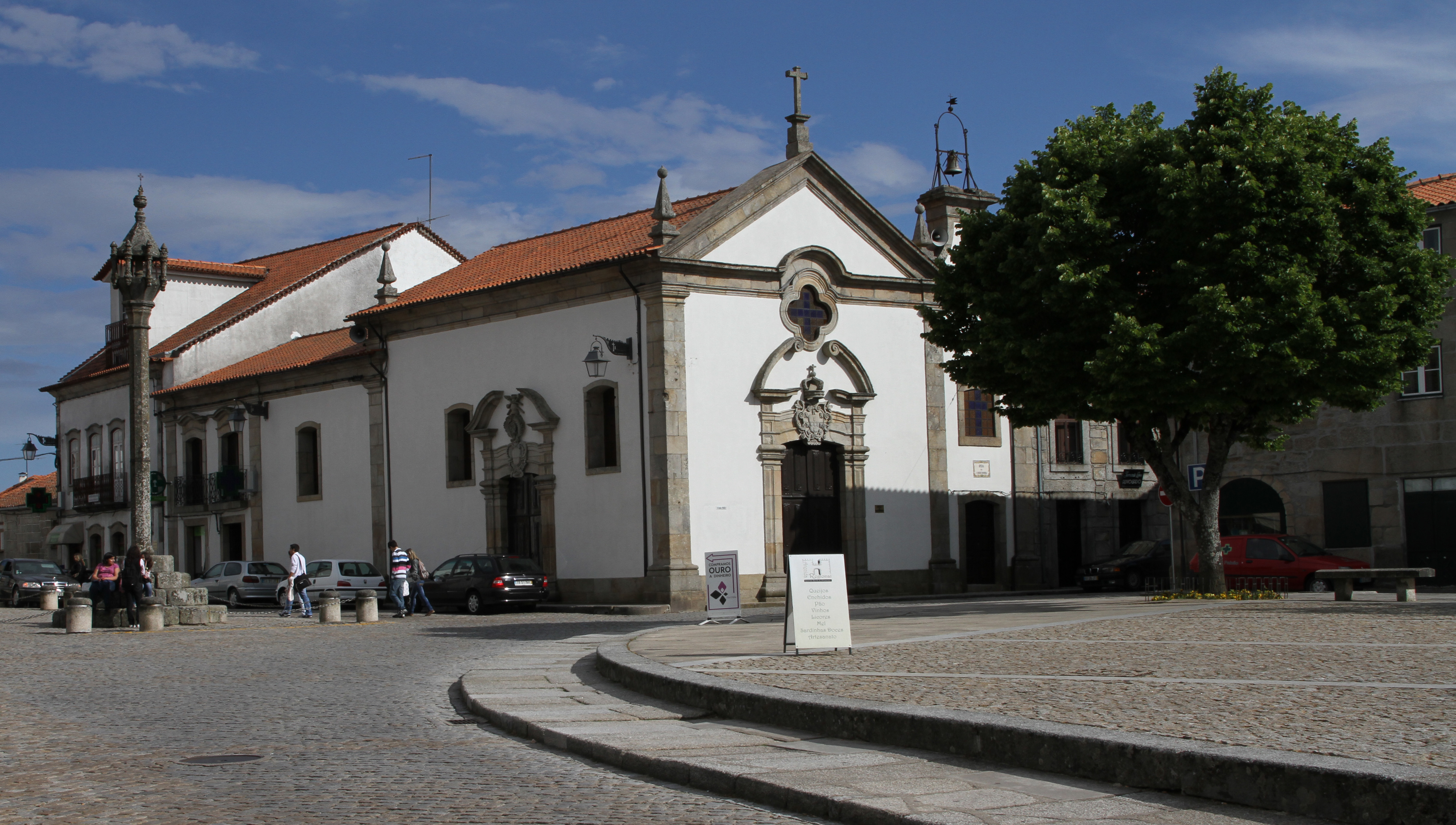
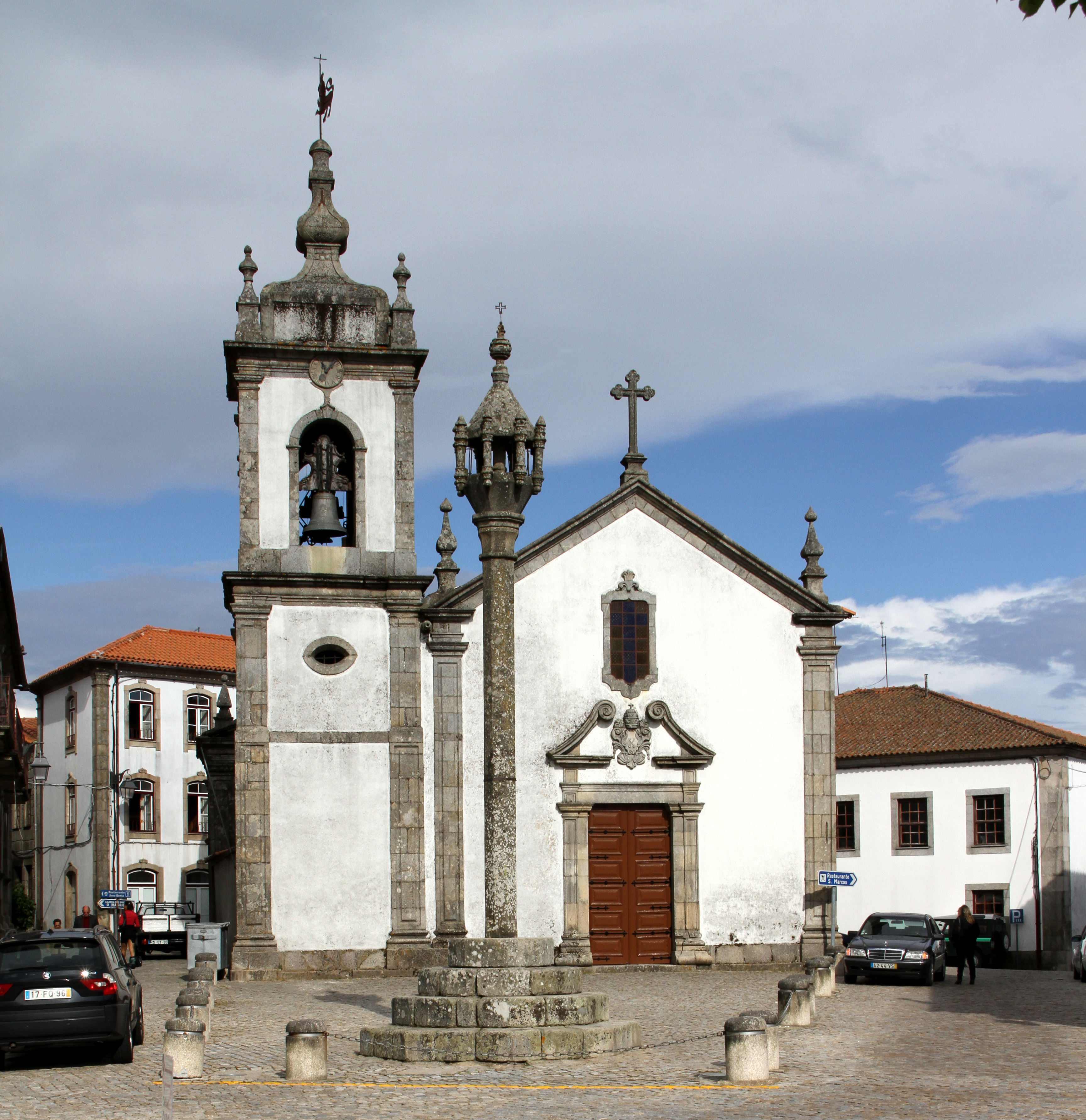
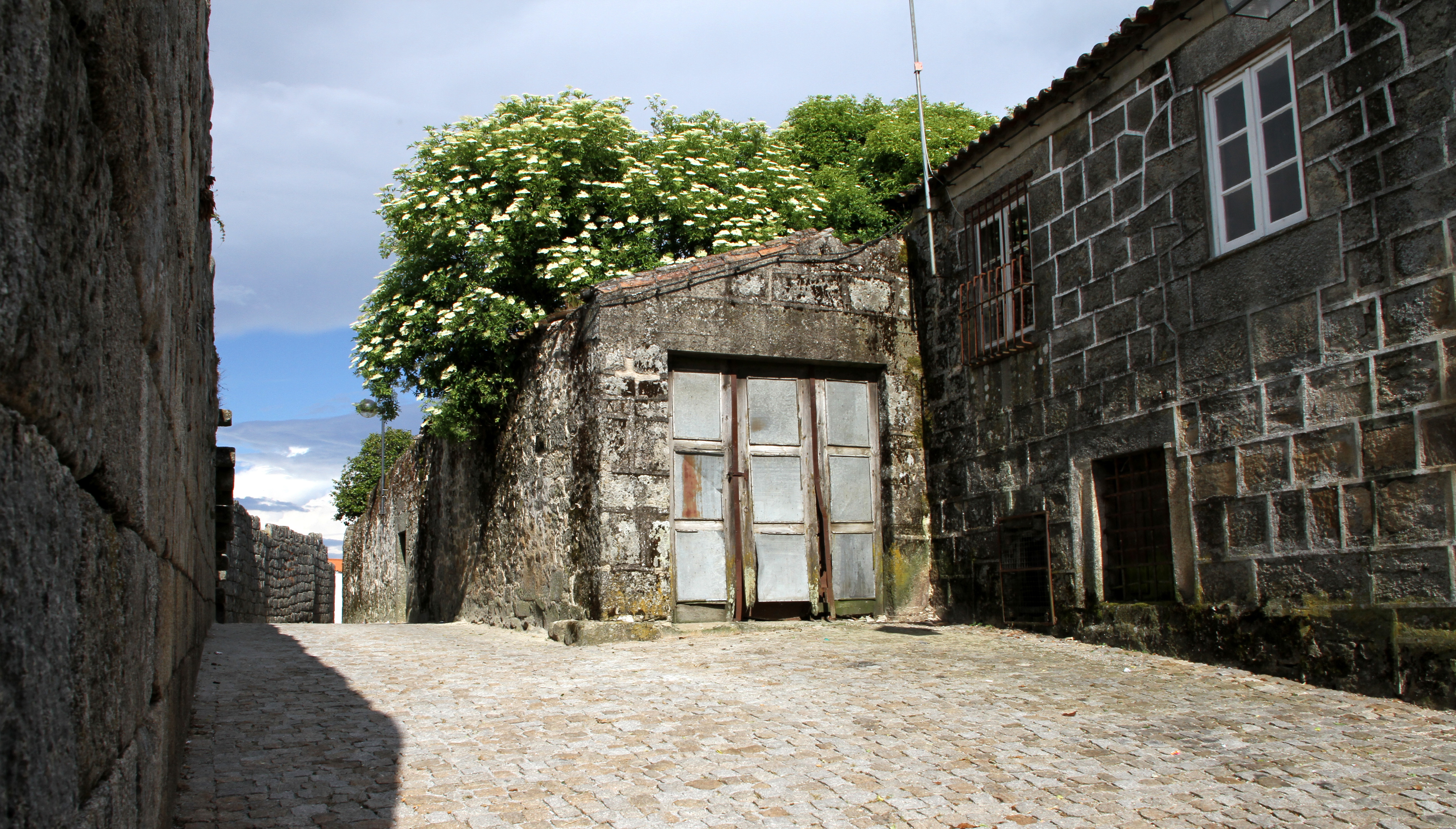
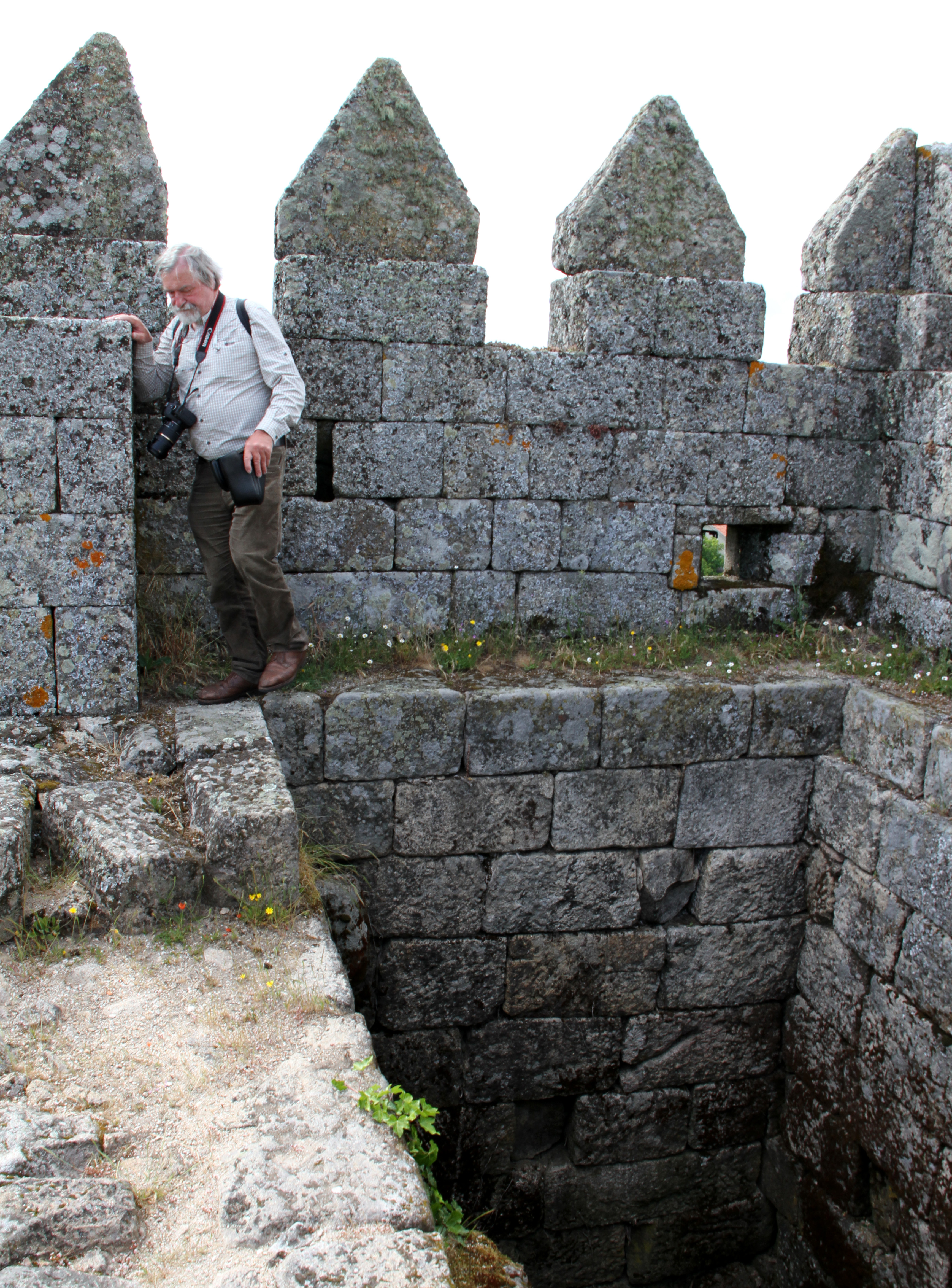
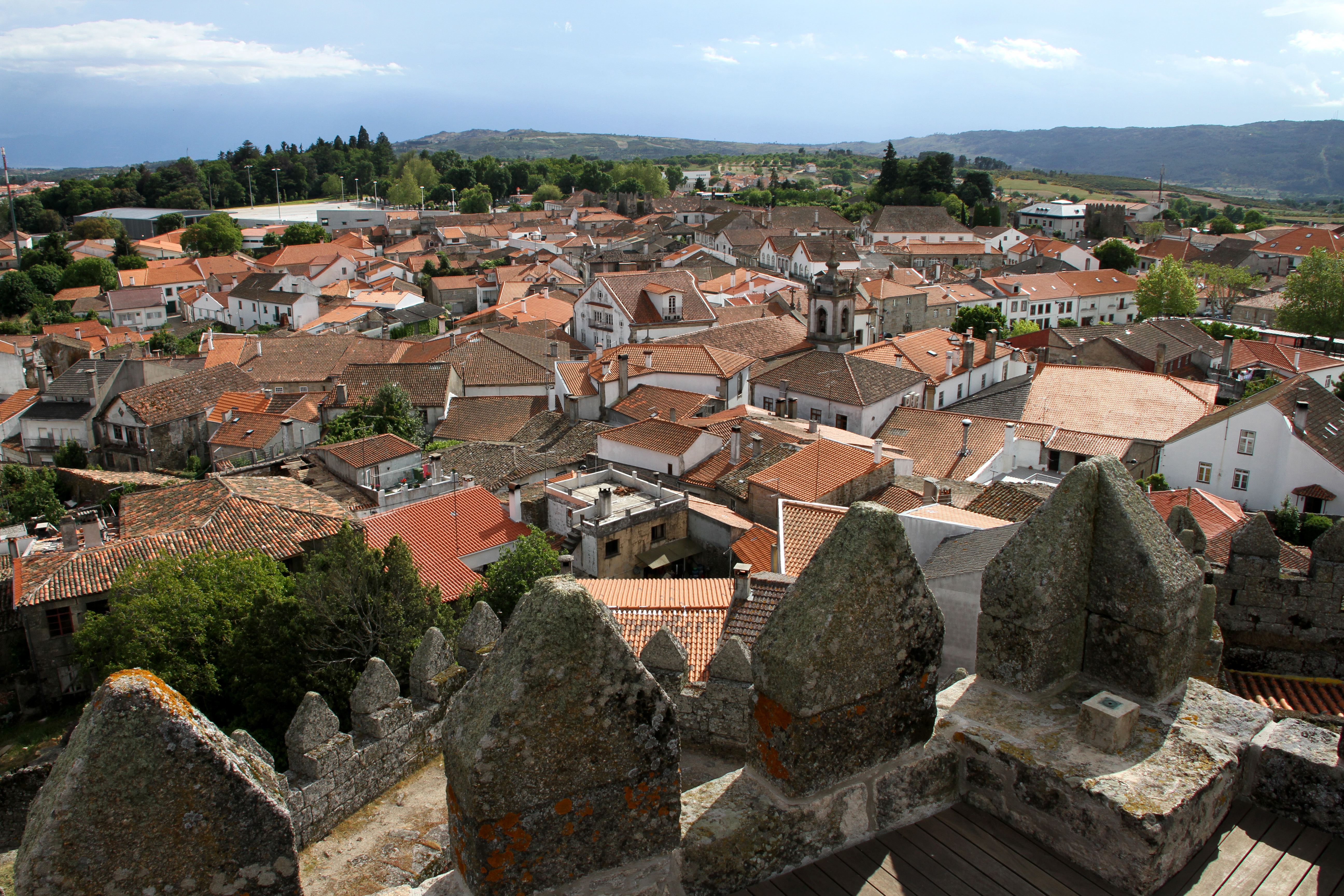